# Vincenzo Maria Marolda
Vincenzo Maria Marolda (Muro Lucano, 24 luglio 1803 – 8 agosto 1854) è stato un vescovo cattolico italiano.

## Biografia
Emise la professione religiosa per la Congregazione del Santissimo Redentore il 14 marzo 1819.
Fu ordinato diacono il 24 settembre 1825 e poi presbitero il 25 marzo 1826 dal vescovo di Potenza e Marsico Nuovo Pietro Ignazio Marolda.
Il 22 luglio 1844 papa Gregorio XVI lo nominò primo vescovo di Trapani; ricevette l'ordinazione episcopale il successivo 28 luglio dal cardinale Luigi Amat di San Filippo e Sorso, prefetto della Congregazione del Concilio, co-consacranti il vescovo Giovanni Battista Rosani, presidente della Pontificia accademia ecclesiastica, e Domenico Maria Lo Jacono, vescovo di Girgenti.
Prese possesso canonico della diocesi il 24 dicembre 1844 e vi rimase fino al 18 ottobre 1851, quando diede le dimissioni.
Il 18 marzo 1852 papa Pio IX lo nominò vescovo titolare di Samosata e amministratore apostolico di Capaccio e Vallo della Lucania, incarico che mantenne fino alla morte, avvenuta l'8 agosto 1854.

## Genealogia episcopale
La genealogia episcopale è:
- Cardinale Scipione Rebiba
- Cardinale Giulio Antonio Santori
- Cardinale Girolamo Bernerio, O.P.
- Arcivescovo Galeazzo Sanvitale
- Cardinale Ludovico Ludovisi
- Cardinale Luigi Caetani
- Cardinale Ulderico Carpegna
- Cardinale Paluzzo Paluzzi Altieri degli Albertoni
- Papa Benedetto XIII
- Papa Benedetto XIV
- Cardinale Enrico Enriquez
- Arcivescovo Manuel Quintano Bonifaz
- Cardinale Francisco Antonio de Lorenzana y Butrón
- Cardinale Giuseppe Maria Spina
- Cardinale Luigi Amat di San Filippo e Sorso
- Vescovo Vincenzo Maria Marolda, C.SS.R.